# Домброва-Зелёна (гмина)
Домброва-Зелёна (пол. Dąbrowa Zielona) — сельская гмина (уезд) в Польше, входит как административная единица в Ченстоховский повет, Силезское воеводство. Население — 4140 человек (на 2004 год).

## Демография
| Перепись                       | Всего   | Всего | Женщины | Женщины | Мужчины | Мужчины |
| ------------------------------ | ------- | ----- | ------- | ------- | ------- | ------- |
| Единицы                        | человек | %     | человек | %       | человек | %       |
| Население                      | 4140    | 100   | 2111    | 51      | 2029    | 49      |
| Плотность населения (чел./км²) | 41,3    | 41,3  | 21      | 21      | 20,2    | 20,2    |

## Сельские округа
1. Боровце
2. Целентники
3. Цудкув
4. Домбек
5. Домброва-Зелёна
6. Липе
7. Нова-Весь
8. Ольбрахцице
9. Рачковице
10. Рачковице-Колёня
11. Собожице
12. Свента-Анна
13. Улесе
14. Милионув
15. Небыла
16. Рогачев

## Соседние гмины
1. Гмина Гидле
2. Гмина Кломнице
3. Гмина Конецполь
4. Гмина Мстув
5. Гмина Пширув
6. Гмина Жытно